# 圣方济各沙雷氏堂 (马德里)
圣方济各沙雷氏堂 (西班牙语: Iglesia de San Francisco de Sales)是西班牙马德里的一座教堂，以圣方济各·沙雷氏命名。1996年列为西班牙文化财产。

## 历史
西班牙内战期间，第五军团以圣方济各沙雷氏堂建筑作为其总部。